# Orde van Onze Lieve Vrouwe van Weldadigheid

Wapen van de orde

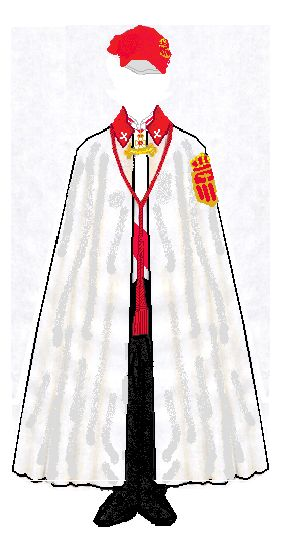
Mantel

De  Orde van Onze Lieve Vrouwe van Weldadigheid (Latijn: Ordo Beatae Mariae de Mercede redemptionis captivorum), ook wel mercedariërs genoemd, is een internationale charitatieve ridderorde en hospitaalorde. De orde is opgericht als een geestelijke ridderorde en is thans een bedelorde. Het wordt vaak beschreven als een ridderorde van het Vaticaan maar is, ondanks haar katholieke karakter en de daarbij behorende banden met de Heilige Stoel, onafhankelijk.
De orde kent een aantal graden waaronder ridder van Gratie, dame van Gratie, dame van Eer en Devotie, Ridder van Devotie, ereridder en ridder van Justitie of rechtsridder.
Het moederhuis is in Rome. De orde telde in 2005 514 priesters en 735 broeders, verspreid over 128 vestigingen. Er zijn ook ridders aan de orde verbonden die de titel van een Ridder in de Orde van Onze Lieve Vrouwe van Weldadigheid dragen. De ridders dragen als ordekleding witte mantels die met rode, witte of blauwe koorden worden gesloten en rode hoeden. De ridders dragen ook een wit geëmailleerd kruis met het gouden wapen van de orde in het centrum onder een gouden kroon aan een ponceaurood lint om de hals. Dat wapen bestaat voor de bovenste helft uit een Maltezer kruis op een orde achtergrond, en voor de onderste helft uit het gestreepte motief van de senyera, het belangrijkste Catalaanse symbool. Geestelijken dragen een zwarte mantel met groene koorden en groene kwasten
Net als de Orde van Malta heeft de orde in een van de kardinalen, in dit geval Z.E. Carlos Amigo Vallejo een Grootprotector gevonden. De kardinaal is de verbinding met de Heilige Stoel. Het hoofd van de Mercedariërs, de geestelijke Zijne Vaderlijkheid Frà Giovannino Tolu, 87e Grootmeester van de Orde van Onze Lieve Vrouwe van Weldadigheid, is het geestelijk hoofd van de orde. Sua Signoria Venerabile Dr. don Luigi Lo Vecchio is de "Governatore" of kanselier van de orde en hij leidt de bestuurders van de orde die uit een Grootkanselier, Kamerheer, Groothospitaalridder en Grootprior bestaat. Daarnaast zijn er een Regeringsraad, een Grote Raad, een Hoge Raad van Justitie en een Raad van Wijzen.
De juweliers Merli, S. Johnson en O. Ragajoli hebben kleinoden van deze orde gefabriceerd. Het lint is ponceaurood.

## Geschiedenis
De orde was een van de vele orden die christelijke slaven loskocht of bevrijdde uit Moorse slavernij. De congregatie werd opgericht volgens de regel van Sint Augustinus in Barcelona in 1218 door de heilige Peter Nolasco en Raymundus van Peñafort, in het bijzonder voor het vrijkopen van de gevangenen van de Moren. Het kwam geregeld voor dat dorpen aan de Middellandse Zee, en zelfs dorpen in Ierland, door islamitische piraten werden overvallen. De bevolking werd weggevoerd en als slaaf verkocht. De orde had dan ook een militair en een burgerlijk karakter.
De orde spreidde zich snel uit in Frankrijk, Duitsland, Portugal en Spanje. Nadat de Moren waren teruggedrongen, werden nieuwe kloosters opgericht in Montpellier, Perpignan, Toulouse en Vich. De grote verspreiding van de orde leidde evenwel tot een verzwakking van de eenheid van de naleving van de regel. Om dat te remediëren, codificeerde Bernard van Saint-Romain, de derde algemeen overste (1271), de beslissingen van de algemene kapittels. In de 14e eeuw ontstond rivaliteit tussen de kloosters van Barcelona en van Puy en tussen de priesters en de ridders, hetgeen eindigde in de opheffing van de ridders van de orde die Orde van Onze Lieve Vrouwe van Weldadigheid werd genoemd. Christoffel Columbus nam een aantal leden van de Orde van Genade mee naar Amerika en richtte huizen op in Mexico, Cuba, Brazilië, Peru, Chili, en Ecuador, en nam actief deel aan de bekering der Indianen.
De orde stierf enige malen uit maar zij werd steeds weer heropgericht. In het begin van de 17e eeuw begon pater Gonzales een hervorming. Hij kreeg daarbij de steun van de gravin van Castellan, die voor hem de noodzakelijke toestemming van paus Clemens VIII verkreeg, en hem drie kloosters schonk voor de hervormde monniken (in Viso, bisdom Sevilla, Almoragha, bisdom Cádiz, Ribas). De hervorming werd bevestigd op het provinciaal kapittel van Guadalajara in 1603. Pater Gonzales nam de naam aan van Johannes de Doper van het Heilig Sacrament, en stierf in Madrid in 1618. Paus Paulus V keurde zijn hervorming goed in 1606 en in 1621 verklaarde paus Gregorius XV de hervormde mercedariërs onafhankelijk van de monniken van de grote observantie. Zij vormden twee provincies, met huizen in Madrid, Salamanca, Sevilla en Alcalá, en met enkele stichtingen in Sicilië.
Pater Antoine Velasco stichtte een klooster van zusters van Onze Lieve Vrouw van Barmhartigheid in 1568. De Zalige Anna van het Kruis werd de eerste overste. De oprichting werd toegestaan door paus Pius V. De hervormde tak richtte ook huizen met ongeschoeide nonnen op, zusters van de Recollectie, in Lura, Madrid, Santiago de Castilla, Fuentes, Thoro en elders. De vrouwelijke derde orde gaat terug tot het begin van de orde in 1265. Twee weduwen uit Barcelona, Isabella Berti en Eulalia Peins, waren de stichtsters. Zij werden door vele anderen gevolgd, zoals de zalige Maria van Cerevellon, de eerste overste van de gemeenschap. Marianna van Jezus (†1624) stichtte nog een andere gemeenschap van de derde orde.
De laatste heroprichting als ridderlijke orde was in 1880 en de huidige statuten dateren uit 1900.

## Heiligen en zaligen
Heiligen en (zaligen) van deze orde zijn:
- Peter Nolasco (1182-1258)
- Raymundus van Peñafort (1175-1275)
- Serapion (1179-1240)
- Raymundus Nonnatus (1200-1240)
- Petrus Paschasius (1227-1300)
- Petrus Armengol (1238-1304)
- Maria van Cerevellon (1230-1290)
- Marianna van Jezus (1535-1624)
- Margarita de Maturana (1884-1934).